# Matty Matlock
Matty Matlock (Julian Clifton Matlock, Kentucky, 27 de abril de 1907 - 14 de junio de 1978) fue un músico estadounidense de jazz, clarinetista, saxofonista y arreglista.

## Biografía
Entre 1929 y 1934, Matlock reemplazó a Benny Goodman en la banda de Ben Pollack, para hacer arreglos y tocar el clarinete. 
Desde 1935 a 1942, tras romper con Pollack, Matty trabajó con Bob Crosby, en cuyas bandas fue el primer clarinetista, tocando así mismo el saxofón y contribuyendo con sus arreglos al cada vez más amplio repertorio del grupo.
A lo largo de su carrera, Matlock escribió muchos arreglos para varios shows televisivos y largometrajes cinematográficos.
Matty Matlock falleció en 1978 en el barrio Van Nuys, en Los Ángeles, California, a causa de una arteriosclerosis. Fue enterrado en el Cementerio Forest Lawn Memorial Park de Hollywood Hills, Los Ángeles.

## Selección de discografía

### A su nombre
- Dixieland (Douglass Phonodisc)
- Four-Button Dixie (Douglass Phonodisc, 1959) [con el nombre de Matty Matlock and the Paducah Patrol]
- They Made It Twice As Nice As Paradise And They Called It Dixieland (Douglass Phonodisc)

### ConElla Fitzgerald
- Ella Fitzgerald Sings The Irving Berlin Song Book (Verve Records)

### ConRay Heindorf(1908 - 1980)
- Pete Kelly's Blues (Columbia Records)

### ConBen Pollack
- Ben Pollack's Pick-A-Rib Boys: Dixieland (Savoy Records)
- Dixieland Vols. 1, 2 & 3 (Savoy Records)

### Con Beverly Jenkins
- Gordon Jenkins Presents My Wife The Blues Singer (Impulse!)